# بوترنت
بذرنت أو بُترِنت (بالألبانية: Butrint‏) أو بوتروتوم (باللاتينية: Buthrōtum)‏ هي مدينة يعود تاريخها إلى اليونان القديمة ولاحقاً الإمبراطورية الرومانية وتقع في منطقة إبيروس ( منطقة).
في العصر الحديث، تعتبر بوترينت موقعاً أثرياً في مقاطعة لفوري في ألبانيا، على بعد 14 كم جنوبي ساراندي وقريبة من الحدود مع اليونان. وتعرف المنطقة لقدمها كانت تعرف في العصور القديمة باسم Βουθρωτόν (Bouthrōton) أو (Βουθρώτιος) Bouthrōtios بالإغريقية القديمة. تقع على تلة تشرف على قناة فيفاري وهي جزء من منتزه بذرنت الوطني. كانت مأهوبة منذ عصور ما قبل التاريخ، فهي مدينة استوطنتها قبيلة من اليونانيين، ثم أصبحت لاحقاً مستعمرة رومانية وأسقفية. وكان ازدهارها قد خفت في العصور القديمة المتأخرة قبل أن تُهجر في العصور الوسطى بعد أن ضرب زلزال كبير المدينة.

## منتزه بذرنت الوطني
منتزه بذرنت الوطني، هو متنزه وطني إنشئ في نوفمبر عام 2000 ويقع جنوبي ألبانيا. يتضمن المنتزه مساحة 94.24 كم مربع من المناظر الطبيعية التاريخية المحمية والتي تجمع بين الآثار والبيئة الطبيعية وتشمل حدود المنتزه الطرف الساحلي من بلدية كساميل.
المنتزه هو موقع تراث عالمي وهو أهم موقع أثري في البلاد التي تتضمن قطعاُ أثرية وهياكل معمارية تعود لفترات تاريخية مختلفة بدءاً من العصر البرونزي وحتى القرن التاسع عشر. وهناك العديد من المعالم الرئيسية التي لا تزال قائمة بما في ذلك أسوار المدينة والمعمودية وكنيسة كبيرة والمسرح والقلاع. تحيط بهذه الآثار غابات طبيعية ذات أنظمة بيئية معقدة تعتمد على المياه العذبة من بحيرة بوترينت القريبة والتي تصب في البحر الأيوني. هذا المزيج الطبيعي التاريخي جعل الموقع فريداً من نوعه، ما جعله قبلة السياح في القرنين الثامن عشر والتاسع عشر.

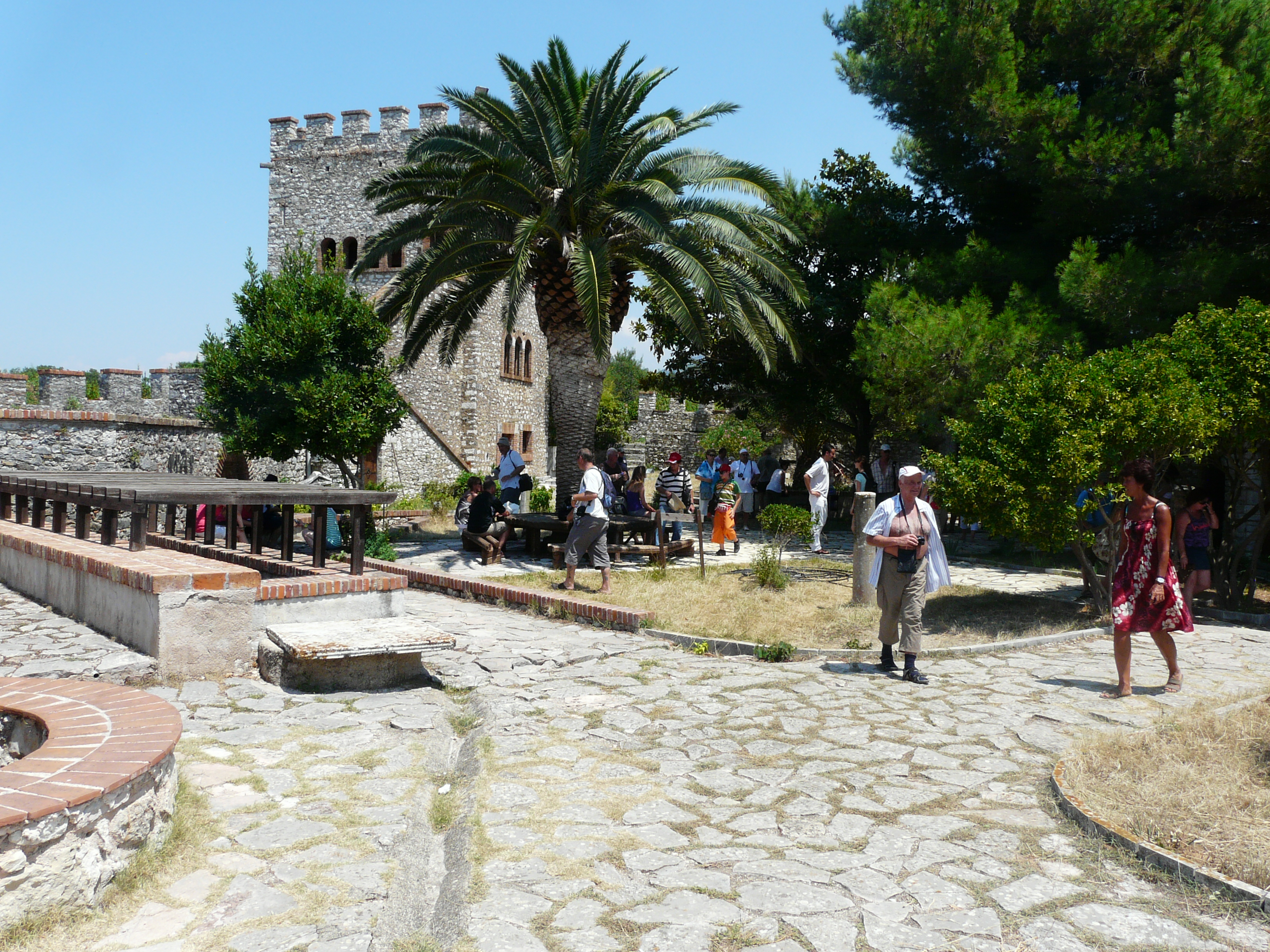
Butrint Museum inside the Venetian Tower

أسست الحكومة الألبانية متنزه بذرنت الوطني عام 2000، بشراكة بين وزارة الثقافة الألبانية واليونسكو. أصبحت بذرنت مركزاً هاماً للإدارة الثقافية ومثالاً عظيماً على كيفية إدارة هذا التراث. بدعم المؤسسات الألبانية ومؤسسة بوترينت والبنك الدولي واليونسكو، تحسّن الوضع لدرجة أن أزالت اليونسكو الموقع من قائمة مواقع التراث العالمي المعرضة للخطر بحلول 2005. كانت النية إنشاء مورد تراث ثقافي مستدام بإشرام المجتمعات المحلية والمؤسسات الوطنية لتكون نموذجاً لمتنزهات الوطنية في ألبانيا. المتنزه الآن مركزاً رئيسياً لمدارس حفظ الآثار والتدريب الذي تنظمه مؤسسة بوترينت بالشراكة مع المؤسسات الوطنية المعنية بالآثار والجامعات الأجنبية والمستشارين الدوليين. ثمة برنامج نشط من الفعاليات التي تقام على المسرح كالحفلات والعروض الموسيقية. يشار إلى أن حوالي 38,225 سائح أجنبي قد زاروا الموقع عام 2005. وارتفع العدد إلى 58,547 عام 2008..

## وصلات خارجية

### معلومات عامة
- حديقة بذرنت الوطنية
- مؤسسة بذرنت
- Butrinti 2000 مهرجان المسرح العالمي
- ألبومات صور
- زيارة بذرنت
- بذرنت في ألبانيا نسخة محفوظة 3 سبتمبر 2014 على موقع واي باك مشين.

### مقالات تاريخية
- معلومات إضافية من بذرنت من قناة التاريخ التلفزيونية
- تاريخ روما وألبانيا من موقع Albania.com
- Albania's Long-lost Roman City، بي بي سي
- بالصور: مشاهد من بذرنت، بي بي سي *176 photos from the archeological site of Butrint